# Третьяков, Михаил Иванович (генерал-майор)
Михаил Иванович Третьяков (22 ноября 1919, Ягодное, Самарская губерния — 19 декабря 1985, Тюмень) — сотрудник советских органов госбезопасности, генерал-майор.

## Биография
Михаил Иванович Третьяков родился 22 ноября 1919 года в селе Ягодное Ягодинской волости Ставропольского уезда Самарской губернии, ныне село — административный центр Сельского поселения Ягодное Ставропольского района Самарской области.
В 1942 году окончил Куйбышевский инженерно-строительный институт. Работал на строительстве особых объектов в Омске и Ульяновске.
Член КПСС.
В 1950 году был зачислен в органы безопасности, проходил службу в Мурманской области.
С 1964 по июль 1972 года — начальник Управления Комитета государственной безопасности СССР по Курганской области, полковник
С июля 1972 по 1979 год — начальник Управления КГБ по Тюменской области, в декабре 1974 года присвоено звание генерал-майор.
15 июня 1975 года избран депутатом Тюменского областного совета депутатов трудящихся XV созыва (1975—1977) от Майского избирательного округа № 7.
После выхода в отставку в 1979 году продолжил работу в исполнительном комитете Тюменского областного Совета народных депутатов.
Михаил Иванович Третьяков умер 19 декабря 1985 года в городе Тюмени Тюменской области.

## Награды
- Орден Трудового Красного Знамени
- Орден Красной Звезды, дважды
- Медаль «В ознаменование 100-летия со дня рождения Владимира Ильича Ленина», 1970 год
- Знак «Почётный сотрудник госбезопасности», дважды

## Семья
Два сына: Валерий (род. 5 сентября 1944) — генерал-майор, начальник УФСБ по Челябинской области (1991—2000), федеральный инспектор по Челябинской области Аппарата полномочного представителя Президента Российской Федерации по УрФО (с 2000) и ?.